# Sobór Opieki Matki Bożej w Briańsku
Sobór Opieki Matki Bożej w Briańsku (ros. Покровский собор) – prawosławna cerkiew znajdująca się w rosyjskim mieście Briańsk.
Jest świątynią dwupoziomową, przy czym dolna cerkiew nosi wezwanie św. Aleksego.

## Historia
Cerkiew wzniesiono w 1626 na miejscu wcześniejszej, drewnianej świątyni, wzmiankowanej w 1603 i 1613. Budowla spłonęła w 1698, przebudowano ją w XVIII wieku. W 1896 władze eparchii briańskiej przekazały ją 144. Koszyrskiemu Pułkowi Piechoty, przekształcając ją w cerkiew garnizonową. W latach 20. XX wieku została oficjalnie zamknięta, przy czym Boskiej Liturgii nie sprawowano już od 1918. W latach 30. usunięto dzwonnicę oraz kopułę, przywróconą w latach 70. XX wieku.  24 maja 1991 r. odbyła się konsekracja górnej, a w 1995 – dolnej cerkwi.